# Anna Mejlhede
Anna Mejlhede (født 7. december 1968 i Glostrup) er en dansk præst, forfatter og brevkasseredaktør.
Mejlhede blev student fra Sankt Annæ Gymnasium i 1987 og uddannet cand.theol. fra Københavns Universitet i 1995.
Hun var fra 1996 til 2020 sognepræst. I 1996 blev hun ordineret i Ribe Domkirke, og var frem til 2002 sognepræst i Sædden Sogn. Derpå var hun nogle år projektleder i konsulentvirksomheden AS/3. Fra 2010 til 2019 var hun sognepræst i Holmens Kirke, hvor hun også var udsendt som orlogspræst med Esbern Snare og Iver Huitfeldt. Fra 2019 til 2020 var hun sognepræst i Visborg Sogn.
Hun har skrevet flere fagbøger og romaner. Som romanforfatter debuterede hun i april 2022 med Håbets ø.
Derudover er hun brevkasseredaktør i ugebladet Søndag.
Anna Mejlhede har siden 2020 boet på Læsø med sin datter.